# Добронравова Ірина Серафимівна
Добронравова Ірина Серафимівна (нар. 16 лютого 1947) — український учений-філософ. Доктор філософських наук, професор. Академік АН ВШ України з 2009 р.

## Біографія
Народилася у м. Южно-Сахалінськ, Росія.
У 1970 р. закінчила фізичний факультет КДУ ім. Т. Г. Шевченко. З 1974 р. — асистент у цьому університеті, з 1977 р. — старший викладач, з 1983 р. — доцент, з 1992 — професор.
Доктор філософських наук (1991), професор (1992), викладач, науковий дослідник. З 1997 р. очолила кафедру філософії та методології науки філософського факультету Київського національного університету імені Тараса Шевченка.
Наукові інтереси — у галузях філософії фізики та філософії синергетики.

## Наукова діяльність
Основні наукові праці:
- «Синергетика: становление нелинейного мышления» (1990);
- «Нелінійне мислення» // «Філософська і соціологічна думка» (1991);
- «Идеалы и типы научной рациональности» // «Философия. Наука. Цивилизация» (1999);
- «На каких основаниях возможно единство современной науки?» // «Синергетическая парадигма» (2000);
- «Причинность и целостность в синергетических образах мира» // «Практична філософія» (2003).

Член експертної ради ВАК України з філософії та соціології та член спеціалізованої вченої ради філософського факультету Київського національного університету. Співорганізатор громадської організації «Русские за независимость Украины» (1991). Президент Українського синергетичного товариства (з 2002).

## Нагороди
Нагороджена Подякою Київського міського Голови за вагомий внесок у справі підготовки кваліфікованих спеціалістів у галузі філософії, політології, релігієзнавства, багаторічну педагогічну діяльність (2003).
Нагороджена Почесною грамотою ректора Київського національного університету ім. Т. Шевченка.